# Victor Geoffrion
Pour l’article homonyme, voir Geoffrion.
Victor Geoffrion (23 octobre 1851 - 31 mai 1923) est un avocat et homme politique fédéral du Québec.

## Biographie
Né à Saint-Simon-de-Bagot dans le Canada-Est, M. Geoffrion étudie au Séminaire de Saint-Hyacinthe et à l'Université McGill. Devenu avocat, il a été partenaire dans la firme Geoffrion, Geoffrion & Cusson de Montréal.
Élu député du Parti libéral du Canada dans la circonscription fédérale de Chambly—Verchères lors d'une élection partielle déclenchée en 1899 après le décès du député Christophe Alphonse Geoffrion l'année précédente, il est réélu en 1900, 1904 et en 1908. Il est défait par le conservateur Joseph-Hormisdas Rainville en 1911.
Son frère, Félix Geoffrion, a été député de Verchères et un autre de ses frères, Christophe Alphonse Geoffrion, le précéda à titre député fédéral de Chambly—Verchères.